# Grimsay
Grimsay (skotská gaelština: Griomasaigh) je přílivový ostrov ve Vnějších Hebridách Skotska.

## Popis
Grimsay je největší z nízko položených ostrovů, po kterých vede osmikilometrový oblouk jednopruhové silnice spojující North Uist a Benbecula přes západní cíp Grimsay. Až do jejího otevření v roce 1960 spojoval města Carinish (na North Uist) a Gramsdale (na Benbecule) trajekt; ten ale mohl fungovat pouze za přílivu. Nacházel se zde také brod, který mohl být překročen pouze při nedostatku vody, většinou pouze s průvodcem.
Na jihu Grimsay se nachází několik malých ostrovů, jako například Ronay, který byl neobydlený až do roku 1931.

## Obyvatelé
V roce 2011 měl ostrov 169 obyvatel; od roku 2001, kdy zde žilo 201 obyvatel, klesl jejich počet o více, než 15 %. Během stejného období počet obyvatel skotských ostrovů jako celku vzrostl o 4% na 103 702. Hlavními osadami jsou Baymore (Bàgh Mòr) a Kallin (Ceallan) na východním konci ostrova. Grimsay má přístav v Kallinu, který je základnou pro zpracování měkkýšů, převážně humrů, krevet a lastur. V Kallinu je také The Boatshed, námořní opravna, která podporuje tradiční dovednosti a zaměstnává stavitele lodí a učně na plný úvazek. Tři generace rodiny Stewartů postavily na Grimsay až 1000 lodí.

## Stavba z doby železné
Na severovýchodním pobřeží ostrova jsou zachovány pozůstatky kamenného domu, obývaného od rané do pozdní doby železné. V angličtině se tento typ prehistorického domu nazývá wheelhouse nebo aisled roundhouse pro jeho podobu s kolem vozu. Součástí kruhové stavby jsou kamenné pilíře podpírající střechu, které připomínají loukotě kola..